# Sam Moli
Pour les articles homonymes, voir Moli.
Pas d'image ? Cliquez ici

a Compétitions nationales et continentales officielles uniquement.

b Matchs officiels uniquement.
Dernière mise à jour le 11 janvier 2024.
Sam Moli, né le 24 décembre 1998 à Gisborne (Nouvelle-Zélande), est un joueur international tongien d'origine néo-zélandaise de rugby à XV évoluant au poste de talonneur. Il joue avec la franchise des Moana Pasifika en Super Rugby et la province des Tasman en NPC.
Ses deux frères Atunaisa (aîné) et Monu (en) (cadet) sont aussi des joueurs professionnels de rugby à XV.

## Biographie
Dans sa jeunesse, Sam Moli a joué pour l'équipe de rugby du Marlborough Boys' College (en). Il est le frère de Atunaisa et de Monu (en) qui eux aussi rejoignent la province de Tasman.
Évoluant depuis 2017 avec Tasman en NPC, il participe au sacre de son équipe en finale lors de la saison 2020 de NPC (en). 
En fin d'année 2021, Sam Moli est ajouté dans l'effectif des Moana Pasifika pour leur saison inaugurale en Super Rugby.
D'origine tongienne, il est convoqué pour la première fois avec l'équipe des Tonga lors de l'été 2021 et obtient sa première cape internationale contre la Nouvelle-Zélande.
Sélectionné pour la Coupe du monde 2023, il dispute trois rencontres en entrant à chaque fois depuis le banc des remplaçants. Lors de son troisième match dans la compétition, il se fracture le pouce à l'issue d'un plaquage.